# Kye-Ossi
Kye-Ossi es una localidad camerunesa, que limita con la provincia ecuatoguineana de Kié-Ntem.
El 30 de diciembre de 2006, el gobierno de Guinea Ecuatorial, cerró el paso fronterizo que desde Ebebiyín conduce hacia esta localidad, con la finalidad de frenar la delincuencia y el tráfico ilícito de mercancías.
El 26 de enero de 2007, Guinea Ecuatorial volvió a cerrar la frontera en este punto.
Tras el intento de golpe de Estado en Guinea Ecuatorial de 2017, la frontera entre Camerún y Guinea Ecuatorial fue cerrada nuevamente.
- Datos: Q6459366
- Multimedia: Kyé-Ossi / Q6459366